# Festival international du film fantastique de Gérardmer 2023
La 30e édition du festival international du film fantastique de Gérardmer se déroule du 25 au 29 janvier 2023.

## Déroulement et faits marquants
Le 24 novembre 2022, il est révélé que le réalisateur Michel Hazanavicius et sa compagne l'actrice Bérénice Béjo présideront le jury « longs-métrages ».
Le 13 décembre 2022, le reste de la composition des jurys est révélée.
Le 29 janvier 2023, le palmarès est annoncé : le Grand prix est décerné au film La Pietà (La Piedad) d'Eduardo Casanova, qui remporte aussi le prix du public et le prix du jury jeunes. Le prix du jury est remis aux films La Montagne de Thomas Salvador et Piaffe d'Ann Oren,
,
.

## Jurys

### Longs métrages
- Michel Hazanavicius (président du jury) : réalisateur et président de l'école La Fémis
- Bérénice Béjo (présidente du jury) : actrice
- Finnegan Oldfield : acteur
- Alex Lutz : acteur et humoriste
- Catherine Ringer : chanteuse
- Eye Haïdara : actrice
- Pierre Rochefort : acteur et chanteur
- Sébastien Marnier : réalisateur
- Gringe : chanteur et acteur
- Pierre Deladonchamps : acteur
- Anne Le Ny : actrice et réalisatrice

### Courts métrages
- David Jarre (président du jury) : prestidigitateur et musicien
- Ophélie Bau : actrice
- Jules Benchetrit : comédien
- François Descraques : réalisateur de webséries et acteur
- Lou Lampros : comédienne
- Frédérique Moreau : scénariste et journaliste

## Films en compétitions

### Longs métrages en compétition
- Blood de Brad Anderson  États-Unis (Film d’ouverture)
- Memory of Water de Saara Saarela  Finlande
- La Montagne de Thomas Salvador  France
- The Nocebo Effect (Nocebo) de Lorcan Finnegan  Irlande
- Piaffe d'Ann Oren  Allemagne
- La Pietà (film) (en) (La Piedad) d'Eduardo Casanova  Espagne  Argentine
- La Tour de Guillaume Nicloux  France
- Watcher (film) (en) de Chloe Okuno  États-Unis
- Zeria de Harry Cleven  Belgique

## Films hors compétition

### Hors compétition
- Knock at the Cabin de M. Night Shyamalan  États-Unis
- Nos cérémonies de Simon Rieth  France
- Irati de Paul Urkijo Alijo  Espagne
- Tropic de Édouard Salier  France
- King on Screen de Daphné Baiwir  France  États-Unis  Belgique
- Lynch/Oz de Alexandre O. Philippe  États-Unis
- The Communion Girl (en) (La niña de la comunión) de Víctor García  Espagne
- The Elderly (en) de Raul Cerezo et Fernando Gonzalez Gomez  Espagne
- Venus de Jaume Balagueró  Espagne
- Maurice le chat fabuleux (The Amazing Maurice) de Toby Genkel et Florian Westermann  Allemagne  Royaume-Uni
- Domingo et la brume (en) (Domingo y la niebla) de Ariel Escalante Meza  Costa Rica
- Huesera : The Bone Woman de Michelle Garza Cervera  Mexique  Pérou
- En plein feu de Quentin Reynaud  France  Belgique

### Nuit Sang Lendemain
- Project Wolf Hunting de Kim Hong-seon  Corée du Sud
- The Price We Pay de Ryūhei Kitamura  États-Unis

### Rétromania
- Faux-semblants de David Cronenberg  Canada  États-Unis
- La Nuit des morts-vivants de George Romero  États-Unis
- The Host de Bong Joon-ho  Corée du Sud

### Nuit décalée
- Holy shit! (Ach du Scheisse!) de Lukas Rinker  Allemagne
- Mad Heidi de Johannes Hartmann et Sandro Klopfstein  Suisse

### Hommage àKim Jee-woon
- The Quiet Family
- Foul King
- Deux Sœurs
- A Bittersweet Life
- Le Bon, la Brute et le Cinglé
- J'ai rencontré le Diable
- Le Dernier Rempart
- The Age of Shadows
- Illang : La Brigade des loups

### Séance spéciale
- Meurtres sous contrôle (God Told Me To) de Larry Cohen  États-Unis

## Palmarès
- Grand prix : La Pietà (La Piedad) d'Eduardo Casanova
- Prix du jury (ex æquo) : La Montagne de Thomas Salvador et Piaffe d'Ann Oren
- Prix du 30e festival de Gérardmer : Watcher de Chloe Okuno
- Prix de la critique : La Montagne de Thomas Salvador
- Prix du public : La Pietà (La Piedad) d'Eduardo Casanova
- Prix du jury jeunes : La Pietà (La Piedad) d'Eduardo Casanova